# دونالد هالبرين
دونالد هالبرين (بالإنجليزية: Donald Halperin)‏ هو سياسي أمريكي، ولد في 25 يوليو 1945، وتوفي في 26 يونيو 2006 بسبب سرطان. حزبياً، نشط في الحزب الديمقراطي. وقد انتخب عضو مجلس ولاية نيويورك.